# Peristylus timorensis
Peristylus timorensis är en orkidéart som först beskrevs av Henry Nicholas Ridley, och fick sitt nu gällande namn av Jeffrey James Wood och Paul Ormerod. Peristylus timorensis ingår i släktet Peristylus och familjen orkidéer. Inga underarter finns listade i Catalogue of Life.